# Хромосома

Хромосомні компоненти:
(1) Хроматида
(2) Центромера
(3) Коротке плече
(4) Довге плече

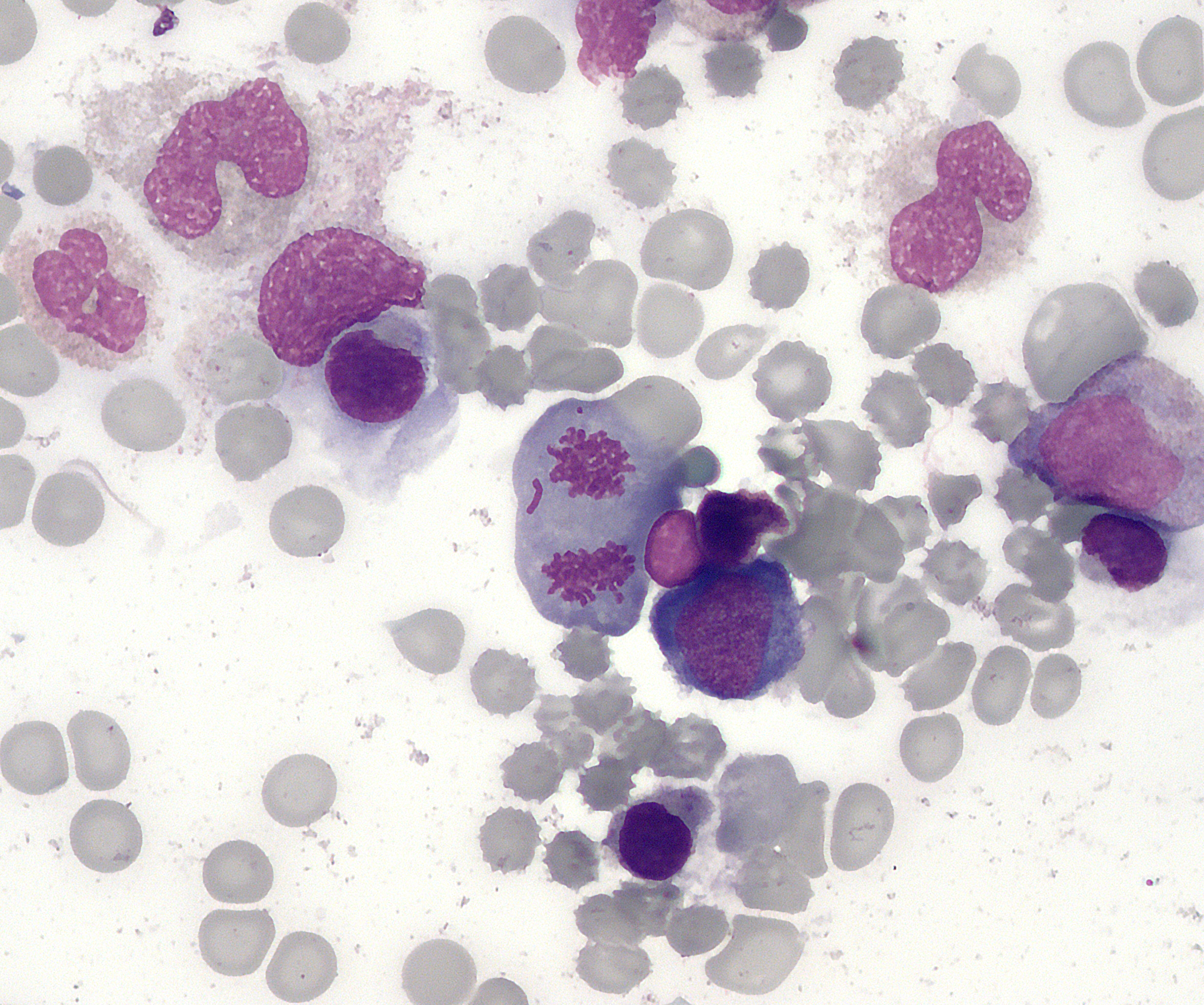
Конденсована хромосома (фіолетова паличка) всередині еритрокаріоцита кісткового мозку, що перебуває в процесі мітозу. Фарбування за Романовським, 1000х.

Хромосо́ма — це велика молекулярна структура, де міститься близько 90 % ДНК клітини. Всі хромосоми містять дуже довгий безперервний полімеризований ланцюг ДНК (єдину ДНК-молекулу), що містить гени, регуляторні елементи та проміжні нуклеотидні послідовності.
Слово «хромосома» походить від грецьких слів «хрома» — колір та «сома» — тіло.
Хромосоми еукаріот складаються з лінійної макромолекули ДНК, що намотана на специфічні білки-гістони, формуючи матеріал під назвою «хроматин».
В клітинах прокаріот звичайно міститься єдина хромосома, яка, на відміну від еукаріот, є кільцевою та позбавленою гістонів. Втім, це правило не є абсолютним: існують бактерії з більше, ніж одною хромосомою; у деяких бактерій хромосоми є лінійними; у кількох видів архей виявлені специфічні гістони.
Хромосоми можуть перебувати в двох структурно-функціональних станах: в конденсованому (спіралізованому) та деконденсованому (деспіралізованому). В інтерфазі хромосоми живої клітини невидимі, спостерігати можна лише гранули хроматину, бо в цей період хромосоми частково або повністю деконденсовані. Це є їхнім робочим станом, бо в більш дифузному хроматині активніші процеси синтезу. Під час мітотичного поділу клітини, коли відбувається конденсація хроматину, хромосоми добре помітні.

## Структура

### Хроматин
Хроматин — комплекс ДНК, основний спосіб існування ДНК всередині клітини in vivo. До складу хроматину входять два типи білків — гістонові та негістонові. Хроматин має різний ступінь конденсації в залежності від стадії клітинного циклу — під час поділу (мітозу та мейозу) хроматин конденсований у хромосоми, які чітко можна розгледіти навіть під світловим мікроскопом, тоді як в період інтерфази або G0 стадії хроматин розслаблений і розділяється на еу- та гетерохроматин.

### Нуклеосоми
Молекули гістонів утворюють групи — нуклеосоми. Кожна нуклеосома містить в собі 8 білкових молекул. Розмір нуклеосоми приблизно 8 нм. З кожною нуклеосомою пов'язана ділянка ДНК, що спірально обплітає нуклеосому ззовні. В такій ділянці ДНК розташовуються 140 нуклеотидів загальною довжиною 50 нм, але завдяки спіралізації довжина скорочується в 5 разів.
У хроматині близько 87 — 90 % довжини ДНК зв'язано з нуклеосомами.
На різних ділянках однієї хромосоми спіралізація, компактність її основних елементів неоднакова; із цим пов'язана різна інтенсивність забарвлення окремих ділянок.

## Гетерохроматин і еухроматин
Ті ділянки хромосоми, які інтенсивно сприймають барвники, називають гетерохроматичними (складаються з гетерохроматину); вони навіть в інтерфазі залишаються компактними і видимі в оптичний мікроскоп.
Гетерохроматин — надмірно спіралізовані і сконденсовані ділянки хромосоми, які знаходяться в генетично неактивному стані (не транскрибуються). Гетерохроматин виконує переважно структурну функцію. Він перебуває в інтенсивно конденсованому (спіралізованому) стані і займає одні й ті самі ділянки в гомологічних хромосомах, утворює ділянки, які прилягають до центромери та кінців хромосоми. Втрата гетерохроматинових ділянок може й не позначатися на життєдіяльності клітини. Гетерохроматин поділяють на структурний і факультативний.
Структурний (конструктивний) гетерохроматин — ділянки хромосоми, які спіралізовані впродовж усього клітинного циклу (інтерфаза і мітоз). Він постійно займає однакові ділянки в обох гомологічних хромосомах — близько центромер, вторинних перетяжок, на кінці хромосом (теломер). Цей хроматин інтенсивно забарвлюється барвником і його видно в світловому мікроскопі.
Факультативний гетерохроматин локалізується в одній із двох гомологічних хромосом. В окремих випадках одна з них гетерохроматизується повністю. Приклад факультативного хроматину — Х-статевий хроматин, або тільце Барра. Це одна з двох Х-хромосом особин жіночої статі (ссавці, людина), яка гетерохроматизується і переходить у генетично неактивний стан на ранніх стадіях ембріогенезу.

#### Гетерохроматин і тільця Барра

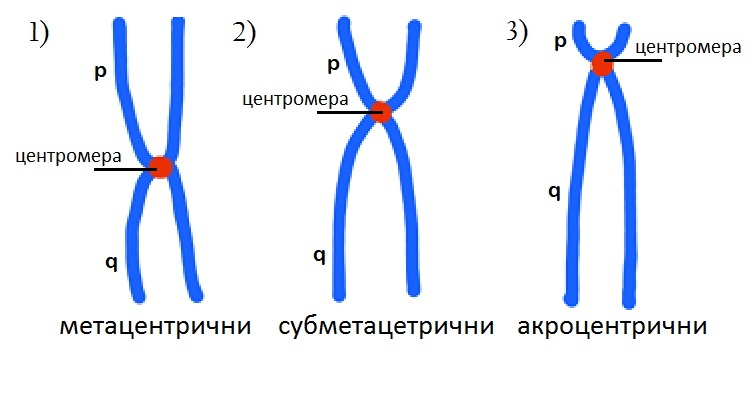
Мета-, субмета- та акроцентричні хромосоми, в залежності від позиції центромери

Вирізняють також факультативний гетерохроматин, що виникає при спіралізації та інактивації однієї з двох гомологічних Х-хромосом у ссавців, внаслідок чого утворюються тільця Барра (X-статевий хроматин).
Незабарвлені та менш ущільнені ділянки хромосоми, які деконденсуються та стають невидимими в період інтерфази, містять еухроматин і тому називаються еухроматичними. Вважають, що саме в них розміщено найбільше генів.
Хромосоми під час поділу клітини, в період метафази, мають вигляд ниток, паличок, тощо. Будова однієї хромосоми на різних ділянках неоднакова. В хромосомі розрізняють первинну перетяжку і два плеча — коротке (p) і довге (q).
Первинна перетяжка, або центромера, — найбільш спіралізована частина хромосоми. На ній розміщений кінетохор (гр. kinesis — рух, phoros — той, що несе), до якого під час поділу клітини кріпляться нитки веретена поділу. Місце розташування центромери в кожної пари хромосом постійне, воно обумовлює їхню форму. В залежності від розташування центромери виділяють три типи хромосом: метацентричні, субметацентричні і акроцентричні.
Метацентричні хромосоми — рівноплечові хромосоми, в яких центромера знаходиться посередині хромосоми і плечі рівної або майже однакової довжини; Субметацентричні — нерівноплечові хромосоми, в яких центромера зміщена від середини і одне плече довше за інше;
Акроцентричні хромосоми — це хромосоми, в яких центромера розміщена близько до одного із кінців і одне плече довше, а друге — дуже коротке і часто малопомітне;
Телоцентричні хромосоми — такі хромосоми виникають в результаті відриву одного плеча, у них залишається тільки одне плече з центромерою на кінці. В нормальному каріотипі такі хромосоми не зустрічаються.

### Теломери
Кінці плечей хромосоми називають теломерами, це спеціалізовані ділянки, які перешкоджають з'єднанню хромосом між собою або з їхніми фрагментами. Кінець хромосоми, який не має теломери розпізнається як дво-спіральний розрив хромосоми і запускається система репарації ДНК. Оскільки це на справді не розрив ДНК, репарація неможлива чи буде проведена неправильно і в клітині запускається апоптоз чи клітина проходить злоякісну трансформацію. У нормі ж теломери зберігають хромосому як дискретну індивідуальну одиницю.

### Супутники
Деякі хромосоми мають глибокі вторинні перетяжки, що відділяють окремі ділянки хромосоми — супутники. Такі хромосоми можуть зближуватись і утворювати асоціації, а тонкі нитки, які з'єднують супутників з плечима хромосом, при цьому беруть участь в утворенні ядерець. Саме ці ділянки в хромосомах людини є організаторами ядерець.
У людини вторинні перетяжки є на довгому плечі 1, 9 та 16 хромосом та на кінцевих ділянках коротких плечей 13, 14, 15, 21, 22 хромосом.

### Хромомери
В плечах хромосом видно потовщені та інтенсивніше забарвлені ділянки — хромомери, які чергуються із міжхромомерними нитками. Внаслідок цього хромосома може нагадувати низку нерівномірно нанизаного намиста.

## Правила хромосом
Для хромосом мають місце певні закономірності їхнього існування у клітинах, які відомі під правилами хромосом:
1. Правило постійності числа хромосом. Кількість хромосом та характерні особливості їхньої будови — видова ознака. Це є правилом постійності числа хромосом. Це число не залежить від ступеня організації і не завжди вказує на філогенетичну спорідненість. Наприклад, в ядрах усіх клітин конячої аскариди Paraascaris megalocephala univalenus знаходиться по 2 хромосоми, в мухи-дрозофіли Drosophila melanogaster — по 8, в людини — по 46, а в річкового рака Astacus fluviatalis — по 116. Одне й те саме число може траплятись у дуже далеких одна від одної форм, а в близьких видів — дуже відрізнятися. Однак дуже важливо, що в представників одного виду число хромосом в ядрах всіх клітин постійне.
2. Правило парності хромосом. Кожна хромосома в соматичній клітині організму диплоїдна, тобто представлена парою: у людини 23 пари, у шимпанзе — 24, у дрозофіли — 4, у гороху — 7 пар хромосом. Існує також правило парності хромосом, за яким число хромосом завжди є парним, бо в каріотипі хромосоми об'єднуються в гомологічні пари.
3. Правило індивідуальності хромосом. Гомологічні хромосоми однакові за формою та будовою, розташуванням центромер, хромомер, інших деталей будови. Кожна пара хромосом характеризується індивідуальними особливостями і зберігає їх у ряді поколінь. Негомологічні хромосоми завжди мають відмінності. Тому маємо правило індивідуальності хромосом: кожна пара гомологічних хромосом характеризується своїми особливостями.
4. Правило неперервності хромосом (хромосома від хромосоми). Хромосоми, як і клітини, не виникають заново, а утворюються від уже наявних хромосом шляхом самовідтворення (реплікації) в S-періоді інтерфази.

## Каріотип

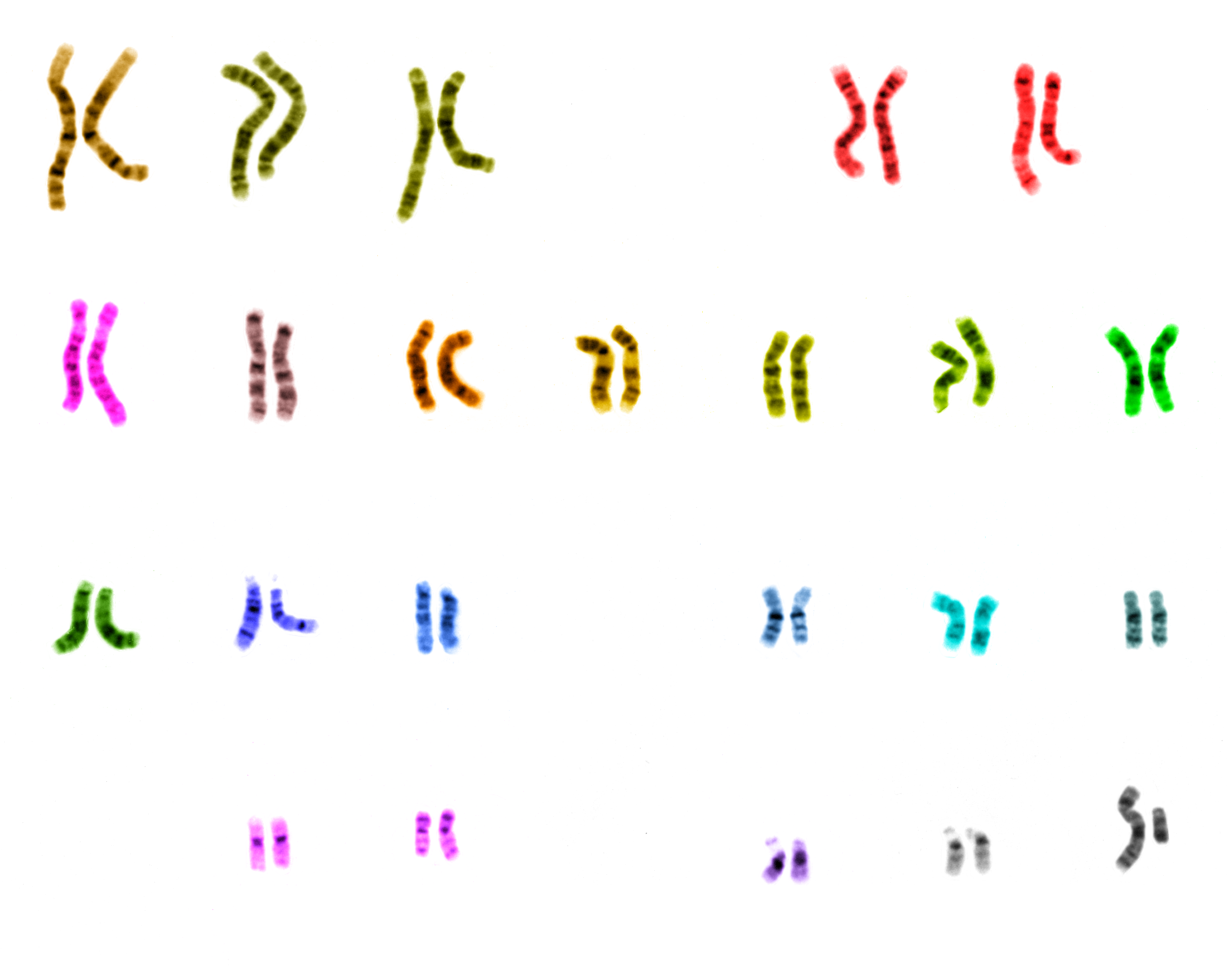
Каріотип людини з псевдозабарвленням хромосом

Каріотип — диплоїдний набір хромосом соматичної клітини, який характеризується сукупністю ознак:
- кількість хромосом;
- розміри хромосом;
- формою хромосом (типом симетрії);
- особливостями їхньої будови.

Каріотип є видовою ознакою, йому властива сталість і специфічність; в особин одного і того ж біологічного виду він точно відтворюється з покоління в покоління завдяки мітозу і мейозу. Тому всі соматичні клітини певного виду несуть повний обсяг генетичної інформації, властивий лише цьому виду. Каріотипи ж різних видів різняться між собою як за кількістю хромосом, так і їхніми розмірами, формою та особливостями будови.
Видова специфічність хромосом забезпечується їхньою здатністю до самовідновлення. Зміни каріотипу можуть відбутися внаслідок мутацій.
Нормальний каріотип людини (чоловіка і жінки) складається з 46 хромосом, з них 22 пари аутосоми й одна пара статева. Нормальний каріотип жінки записують 46, ХХ, чоловіка — 46, ХY. Нормальний каріотип — важлива умова формування здорової людини. Зміни числа і структури хромосом можуть спричинити хромосомні захворювання.
Вивчення каріотипу (каріотипування) проводять на мікрофотографіях метафазних пластинок, рідше — при безпосередньому мікроскопуванні.
Для ідентифікації хромосом використовують такі ознаки:
- розмір хромосом;
- положення центромери, центромерний індекс (відношення довжини короткого плеча і довгого, у %);
- наявність вторинної перетяжки та супутників.

У метацентричних хромосом центромерний індекс становить близько 50 %, у субметацентричних — менше 50 %. Розмір метафазних хромосом варіює від 1,1 до 2.3 мкм

## Набори хромосом
Хромосоми залежно від типу клітин можуть мати різні набори, а саме диплоїдний і гаплоїдний.

### Диплоїдний
В ядрах соматичних клітин (тобто клітин тіла) міститься повний подвійний набір хромосом. В ньому кожна хромосома має свого гомологічного «партнера». Такий набір хромосом називають диплоїдним і позначають «2n». Хромосоми однієї пари називаються гомологічними, різних пар — негомологічними. Гомологічні хромосоми одинакові за будовою, формою, розмірами, але одна з них походить з яйцеклітини, а інша зі сперматозоїда.

### Гаплоїдний

Орієнтовна кількість генів («Genes», червоний стовпчик) та пар нуклеотидів («Base pairs», зелений стовпчик) кожної з хромосом людини.

В ядрах гамет (статевих клітин) на відміну від соматичних, є лише по одній хромосомі з кожної гомологічної пари. Всі вони різні, негомологічні. Такий одинарний набір хромосом називають гаплоїдним, він удвічі менший і позначають як «n».
При заплідненні відбувається злиття гамет, кожна з яких вносить в зиготу гаплоїдний набір хромосом, і відновлюється диплоїдний набір: n + n = 2n.
У деяких організмів може внаслідок мутацій змінюватись диплоїдний набір хромосом — поліплоїдія або анеуплоїдія.
| Хромосома   | Гени   | Всього Пар нуклеотидів | Секвенсовані пари нуклеотидів |
| ----------- | ------ | ---------------------- | ----------------------------- |
| 1           | 4,221  | 247,199,719            | 224,999,719                   |
| 2           | 1,491  | 242,751,149            | 237,712,649                   |
| 3           | 1,550  | 199,446,827            | 194,704,827                   |
| 4           | 446    | 191,263,063            | 187,297,063                   |
| 5           | 609    | 180,837,866            | 177,702,766                   |
| 6           | 2,281  | 170,896,993            | 167,273,993                   |
| 7           | 2,135  | 158,821,424            | 154,952,424                   |
| 8           | 1,106  | 146,274,826            | 142,612,826                   |
| 9           | 1,920  | 140,442,298            | 120,312,298                   |
| 10          | 1,793  | 135,374,737            | 131,624,737                   |
| 11          | 379    | 134,452,384            | 131,130,853                   |
| 12          | 1,430  | 132,289,534            | 130,303,534                   |
| 13          | 924    | 114,127,980            | 95,559,980                    |
| 14          | 1,347  | 106,360,585            | 88,290,585                    |
| 15          | 921    | 100,338,915            | 81,341,915                    |
| 16          | 909    | 88,822,254             | 78,884,754                    |
| 17          | 1,672  | 78,654,742             | 77,800,220                    |
| 18          | 519    | 76,117,153             | 74,656,155                    |
| 19          | 1,555  | 63,806,651             | 55,785,651                    |
| 20          | 1,008  | 62,435,965             | 59,505,254                    |
| 21          | 578    | 46,944,323             | 34,171,998                    |
| 22          | 1,092  | 49,528,953             | 34,893,953                    |
| X Хромосома | 1,846  | 154,913,754            | 151,058,754                   |
| Y Хромосома | 454    | 57,741,652             | 25,121,652                    |
| Всього      | 32,185 | 3,079,843,747          | 2,857,698,560                 |

## Гетерохромосоми
Статеві хромосоми (гетерохромосоми) — пара хромосом, за якими хромосомні набори соматичних клітин чоловічих і жіночих особин того самого виду різняться між собою. Ці хромосоми визначають стать організму: у жінки — ХХ, у чоловіка — ХУ.
Х — хромосома середня субметацентрична, у ній відомо близько 150 генів (у тому числі рецесивні гени, які зумовлюють дальтонізм (кольорова сліпота), гемофілію (порушення зсідання крові), атрофію зорового нерва.
У — найдрібніша акроцентрична хромосома. У ній виявлено небагато генів. У людини У-хромосома відіграє вирішальну роль у формуванні чоловічої статі.

## Аутосоми
Нестатеві хромосоми (аутосоми) — хромосоми, одинакові в обох статей, тобто це всі хромосоми, окрім статевих.